# 이십이근
22근(二十二根, 산스크리트어: dvāvijśatīndriyāni, 영어: twenty-two faculties)은 제법(諸法) 즉 모든 법 중에서 특별한 증상력(增上力) 즉 특히 뛰어난 힘, 역량 또는 작용이 있다고 보아 선택된 22가지 법을 말한다. 전통적인 표현으로는, 22근을 증상(增上: 뛰어남, 강력함)의 뜻[義]을 가진 22가지 법이라고 말한다.
《유가사지론》 제57권과 제98권 등에 따르면, 22근은
크게 다음 목록과 같이 6근(六根) · 남녀2근(男女二根) · 명근(命根) · 5수근(五受根) · 5선근(五善根) · 3무루근(三無漏根)의 6그룹으로 분류된다. 아래 목록에서 22근의 나열 순서는 《아비달마구사론》 제2권에 따른 것이며 그룹별 구분은 《유가사지론》 제57권과 제98권에 따른 것이다. 《유가사지론》 제98권에서는 남근과 여근을 합하여 남녀2근(男女二根)이라 부르고 있는데, 이 두 근의 《아비달마구사론》에서의 나열 순서는 여근이 먼저 나열되고 있다.
1. 6근(六根)
  1. (1) 안근(眼根)
  2. (2) 이근(耳根)
  3. (3) 비근(鼻根)
  4. (4) 설근(舌根)
  5. (5) 신근(身根)
  6. (6) 의근(意根)
2. 남녀2근(男女二根)
  1. (7) 여근(女根)
  2. (8) 남근(男根)
3. (9) 명근(命根)
4. 5수근(五受根)
  1. (10) 낙근(樂根)
  2. (11) 고근(苦根)
  3. (12) 희근(喜根)
  4. (13) 우근(憂根)
  5. (14) 사근(捨根)
5. 5선근(五善根)
  1. (15) 신근(信根)
  2. (16) 근근(勤根)
  3. (17) 염근(念根)
  4. (18) 정근(定根)
  5. (19) 혜근(慧根)
6. 3무루근(三無漏根)
  1. (20) 미지당지근(未知當知根)
  2. (21) 이지근(已知根)
  3. (22) 구지근(具知根)

## 참고 문헌
- 곽철환 (2003). 《시공 불교사전》. 시공사 / 네이버 지식백과. |title=에 외부 링크가 있음 (도움말)
- * 미륵 지음, 현장 한역, 강명희 번역 (K.614, T.1579). 《유가사지론》. 한글대장경 검색시스템 - 전자불전연구소 / 동국역경원. K.570(15-465), T.1579(30-279). |title=에 외부 링크가 있음 (도움말)

세친 지음, 현장 한역, 권오민 번역 (K.955, T.1558). 《아비달마구사론》. 한글대장경 검색시스템 - 전자불전연구소 / 동국역경원. K.955(27-453), T.1558(29-1). |title=에 외부 링크가 있음 (도움말)
- 운허.  동국역경원 편집, 편집. 《불교 사전》. |title=에 외부 링크가 있음 (도움말)
- (영어) DDB. 《Digital Dictionary of Buddhism (電子佛教辭典)》. Edited by A. Charles Muller. |title=에 외부 링크가 있음 (도움말)
- (중국어) 미륵 조, 현장 한역 (T.1579). 《유가사지론(瑜伽師地論)》. 대정신수대장경. T30, No. 1579. CBETA. |title=에 외부 링크가 있음 (도움말)
- (중국어) 佛門網. 《佛學辭典(불학사전)》. |title=에 외부 링크가 있음 (도움말)
- (중국어) 星雲. 《佛光大辭典(불광대사전)》 3판. |title=에 외부 링크가 있음 (도움말)
- (중국어) 세친 조, 현장 한역 (T.1558). 《아비달마구사론(阿毘達磨俱舍論)》. 대정신수대장경. T29, No. 1558, CBETA. |title=에 외부 링크가 있음 (도움말)